# Lucid Motors
Lucid Motors, ehemals Atieva, ist ein börsennotiertes US-amerikanisches Automobilunternehmen, das sich auf die Entwicklung und Produktion von Elektroautos spezialisiert hat. Das Unternehmen wurde 2007 gegründet und hat seinen Sitz in Newark (Kalifornien).

## Geschichte

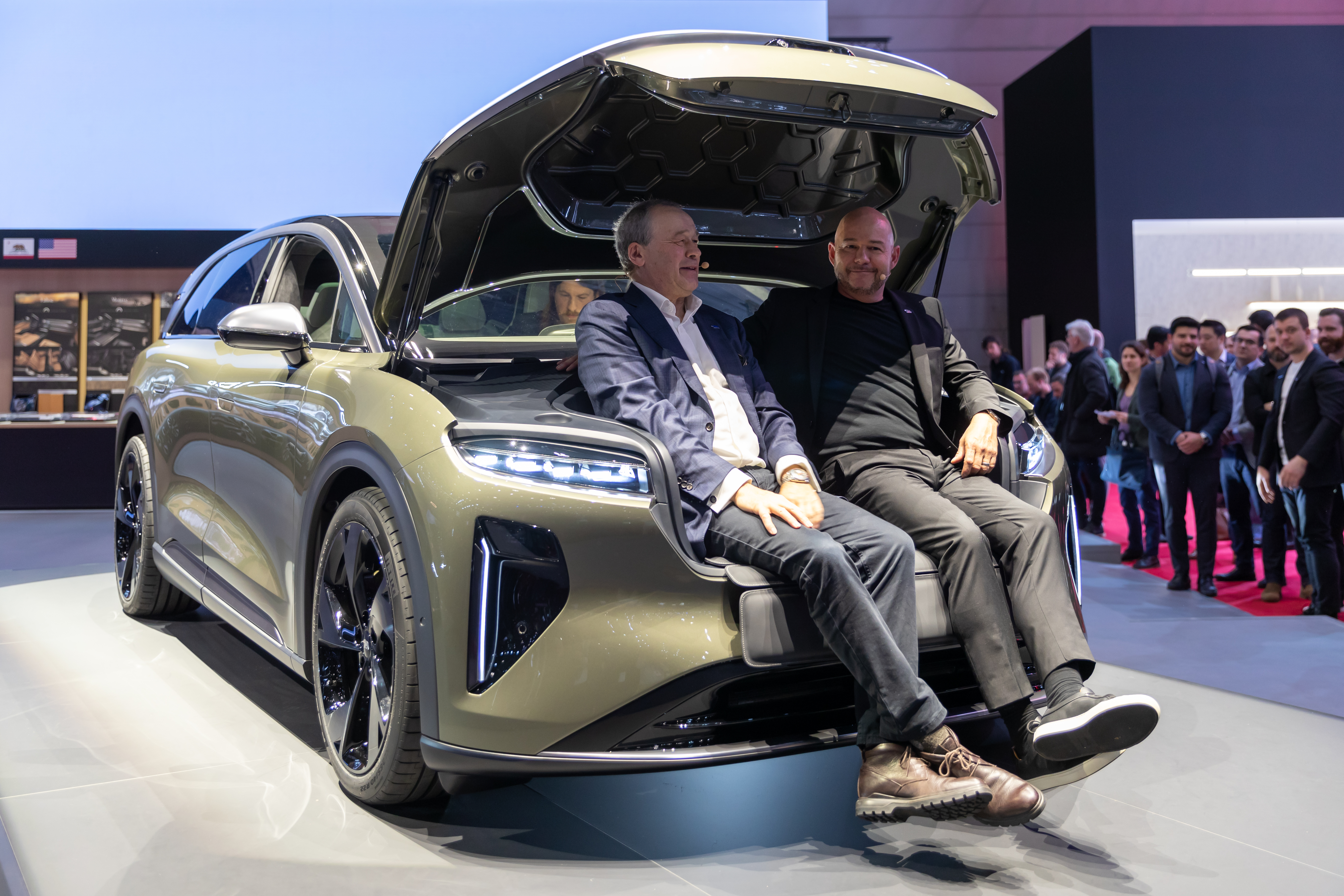
Peter Rawlinson (ehem. CEO) und Designchef Derek Jenkins auf dem Genfer Auto-Salon 2024

Lucid wurde 2007 von Bernard Tse und Sam Weng unter dem Namen Atieva gegründet und konzentrierte sich ursprünglich auf den Bau von Elektrofahrzeugbatterien und Antriebssträngen für andere Fahrzeughersteller. Einige der Mitarbeiter von Lucid waren vorher bei anderen Autoherstellern beschäftigt, darunter der spätere CEO Peter Rawlinson, ehemaliger technischer Leiter bei Tesla, und Derek Jenkins, ehemaliger Leiter der Abteilung Design von Mazda in Nordamerika. Bis 2016 investierten verschiedene Risikokapitalgeber über 130 Millionen US-Dollar in das junge Unternehmen.
2014 begann das Unternehmen ein eigenes Automobil zu entwickeln. Das Unternehmen benannte sich im Oktober 2016 in Lucid Motors um und gab offiziell seine Absicht bekannt, ein vollelektrisches Fahrzeug der Premiumklasse zu entwickeln. Das erste elektrische Fahrzeugmodell Lucid Air wurde im Dezember 2016 vorgestellt.
Im November 2016 gaben Regulatoren des US-Bundesstaates Arizona und Lucid Motors den geplanten Bau eines 700-Millionen-Dollar-Werks von Lucid in Casa Grande bekannt, in dem bis Mitte der 2020er Jahre voraussichtlich bis zu 2000 Mitarbeiter beschäftigt sein sollen. Die Kapazität soll bei 20.000 Autos pro Jahr liegen und kann auf bis zu 130.000 ausgebaut werden.
Im September 2018 gab Lucid Motors bekannt, dass sie mit dem Public Investment Fund von Saudi-Arabien Gespräche über eine Finanzierung im Wert von über 1 Milliarde US-Dollar führten. Die Investition wurde im April 2019 abgeschlossen und wird die endgültige Konstruktion und Erprobung des Lucid Air-Modells, den ersten Bauabschnitt seiner Produktionsanlage in Casa Grande und die kommerzielle Produktion des Lucid Air samt Aufbau eines Vertriebsnetzes finanzieren.
Lucid hat für alle Rennteams in der FIA-Formel-E-Meisterschaft 2018/19 Batteriesätze entworfen, entwickelt, hergestellt und geliefert und wird dies auch in der Saison 2019/20 in Zusammenarbeit mit McLaren Applied Technologies und Sony tun.
Im Juli 2019 bezog das Unternehmen seinen neuen Hauptsitz in Newark.
Im Februar 2021 kündigte Lucid Motors seine Fusion mit Churchill Capital Corp IV, einem börsennotierten SPAC (Special Purpose Acquisition Company), im Wert von 11,75 Milliarden US-Dollar an. Lucid Motors wurde dadurch an der Börse notiert. Der saudische Public Investment Fund machte durch den Börsengang einen rechnerischen Gewinn von 20 Milliarden US-Dollar.
Der CEO Peter Rawlinson kündigte im selben Jahr an, dass Lucid beabsichtigt, bis 2024 oder 2025 einen eigenen SUV zu produzieren.
Im Jahr 2022 kündigte Lucid Pläne für den Bau eines Werks zur Herstellung von Elektrofahrzeugen in der King Abdullah Economic City in Saudi-Arabien an. Die Bauarbeiten begannen im Mai 2022. Das Werk soll eine Kapazität für 150.000 Fahrzeuge haben und die erste Produktionsstätte für Elektroautos im Land werden. Im Mai 2022 eröffnete Lucid seine erste Filiale in der EU in München. Die ersten Fahrzeuge wurden hier im Dezember 2022 ausgeliefert.
Im Jahr 2022 wurden ca. 4.400 Fahrzeuge abgesetzt. Für das Jahr 2023 war der Verkauf von 10.000 bis 14.000 Fahrzeugen geplant.
2023 kündigte Lucid an, weitere Aktien im Wert von ca. USD 3 Mrd. auszugeben. Zwei Drittel davon sollen erneut vom saudischen Public Investment Fund gezeichnet werden, dem bereits 60 % von Lucid gehören.
Während im dritten Quartal 2023 Ford Motor Co. mit jedem verkauften E-Auto 62.016 $ verlor, wirkt das im Vergleich zu Lucid Motors wie ein Geschäftserfolg. Im November 2023 meldete man im gleichen Zeitraum einen Verlust von 227.802 $ pro verkauftem Auto.
Am 25. Februar 2025 wurde bekannt gegeben, dass Rawlinson als CEO von Lucid zurücktreten und durch den deutschen Ingenieur Marc Winterhoff ersetzt werden würde, der interimsweise neuer CEO wurde. Rawlinson verkündete aus freien Stücken zu gehen. Er verblieb im Verwaltungsrat des Unternehmens.
Am 18. Juli 2025 wurde eine Kooperation zwischen dem Unternehmen Uber Technologies, Nuro und Lucid Motors bekanntgegeben. Dabei sollen in den Folgejahren 20.000 Autos der Marke Lucid Gravity als autonome Fahrzeuge (Level 4) auf der Plattform von Uber angeboten werden. Die Markeinführung ist für 2026 in verschiedenen amerikanischen Städten geplant. Lucid soll dafür 300 Millionen US-Dollar von Uber erhalten. Das Unternehmen verkündete gleichzeitig außerdem einen Guiness-Weltrekord von über 1200 Kilometer Reichweite mit einer Ladung mit der Lucid Air Grand Touring aufgestellt zu haben.

## Fahrzeuge

### Lucid Air

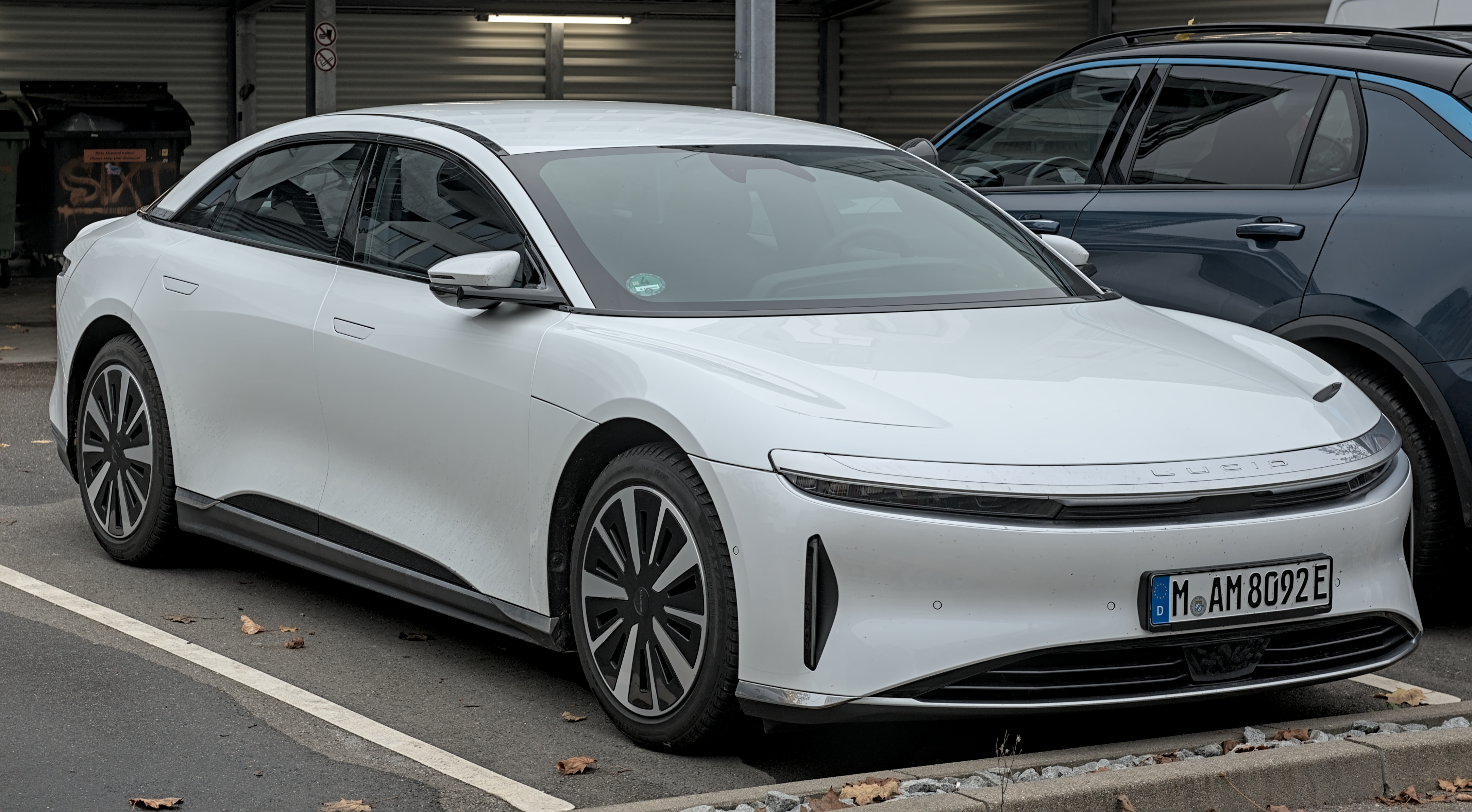
Lucid Air

Das vollelektrische Fahrzeugmodell Lucid Air wurde im Dezember 2016 vorgestellt und mit einem 294-kW-Frontmotor und einem 441-kW-Heckmotor für eine kombinierte Leistung von 735 kW ausgelegt. Lucid hat mit Mobileye vereinbart, ihre EyeQ4-Chips und 8 Kameras für Fahrerassistenzfunktionen zu verwenden, die das Auto für Selbstfahrfunktionen bereit machen soll. Diese viertürige Limousine erreicht eine softwarebeschränkte Höchstgeschwindigkeit von 300 km/h, die bei Testfahrten bereits überschritten wurde.
Im September 2020 wurde das Serienmodell vorgestellt. Im Fahrzeug verbaut ist Amazon Alexa für die Sprachsteuerung. Es sind Over-the-Air-Updates möglich. Das Fahrzeug sollte Anfang 2021 zu einem Preis von 169.000 US-Dollar verfügbar sein. Es bietet bis zu 920 kW (1251 PS) mit Allradantrieb und beschleunigt in 2,0 Sekunden auf 100 km/h. Die maximale Reichweite liegt bei 960 km. Im Februar 2021 wurde der Start der Produktion verschoben. Sie startete schließlich im September 2021.

### Lucid Gravity

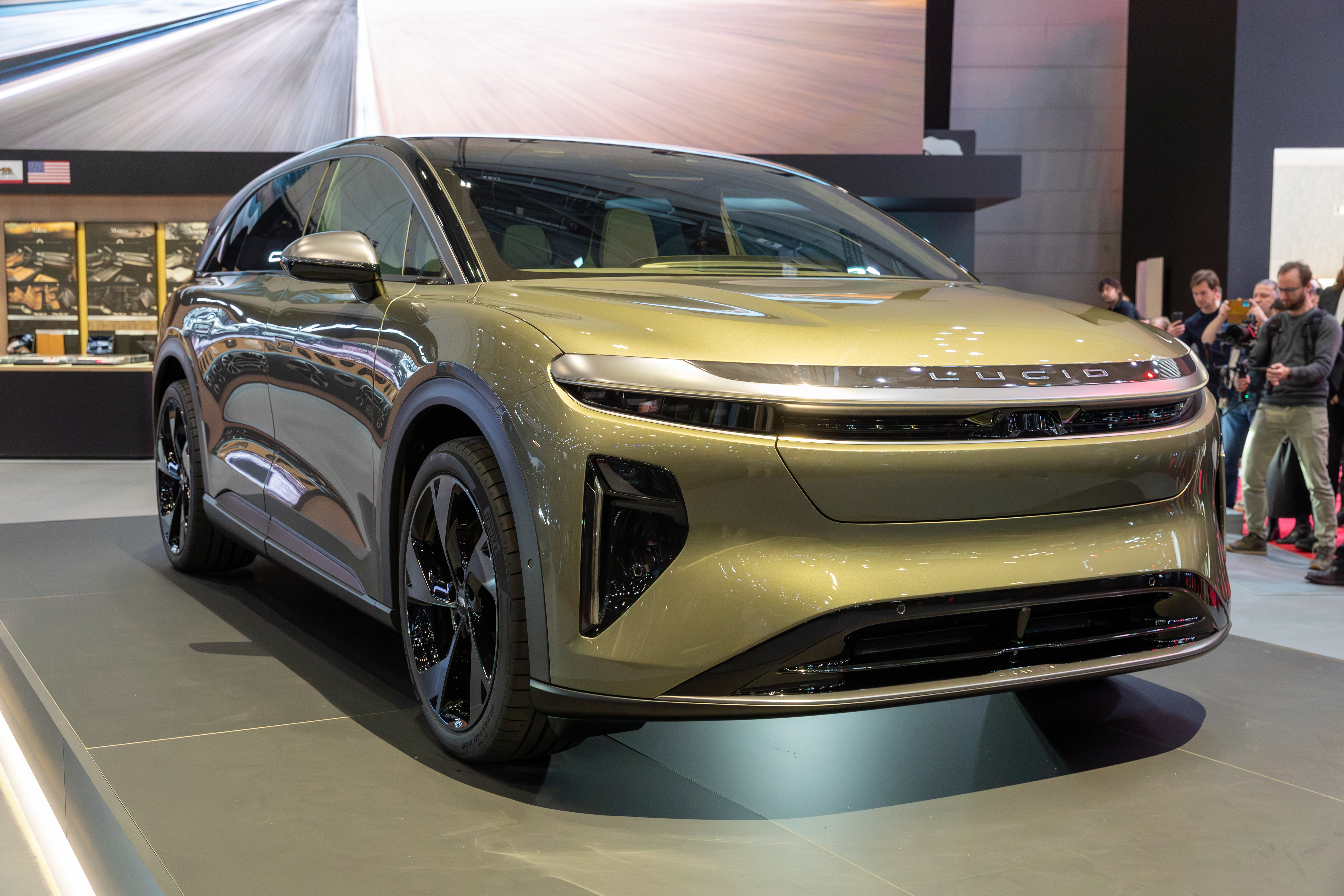
Lucid Gravity Grand Touring auf dem Genfer Auto-Salon 2024

Im November 2023 präsentierte der Hersteller auf der LA Auto Show mit dem Sport Utility Vehicle Lucid Gravity das zweite Modell. Es wird auch vollelektrisch angetrieben und wird seit Dezember 2024 produziert.

## Fahrzeugproduktion und -absatz
| Jahr | Produktion | Absatz | Quelle |
| ---- | ---------- | ------ | ------ |
| 2021 | <400       | 300    | [ 30 ] |
| 2022 | 7.180      | 4.369  | [ 31 ] |
| 2023 | 9.428      | 6.001  | [ 32 ] |
| 2024 | 9.029      | 10.241 |        |